# Ызар
Ызар (кирг. Ызар) — село в Ала-Букинском районе Джалал-Абадской области Кыргызстана. Административный центр Торогелди Балтагуловского айылного аймака.

## География
Село расположено в юго-западной части области, к северу от реки Касансай, на расстоянии приблизительно 3 километров (по прямой) к юго-востоку от села Ала-Бука, административного центра района. Абсолютная высота — 1114 метров над уровнем моря.

## Население
Согласно оценочным данным Национального статистического комитета Кыргызской Республики, численность населения села на начало 2023 года составляла 1944 человека.
| год     | 2009 | 2014 | 2015 | 2020 | 2021 | 2023 |
| ------- | ---- | ---- | ---- | ---- | ---- | ---- |
| человек | 1539 | 1667 | 1691 | 1837 | 1865 | 1944 |